# Димитър Узунов (андарт)
Вижте пояснителната страница за други личности с името Димитър Узунов.
Димитър Николов Узунов (на гръцки: Δημήτριος Νικολαίδης Ουζούνης, Димитриос Николаидис Узунис) е гъркомански свещеник и революционер, деец на Гръцката въоръжена пропаганда в Македония от началото на XX век.

## Биография
Узунов е роден в 1877 година в зъхненското село Карлъково, тогава в Османската империя. Завършва трети клас на гръцкото училище в Алистрат. През 1905 г. е ръкоположен и служи като свещеник в Карлъково. Оглавява гръцката партия в селото и застава начело на революционния комитет. По-късно е прехвърлен в Ресилово. По време на българското управление по време на Втората световна война е измъчван и умира от инсулт.